# 귀래당
귀래당(歸來堂)은 전라남도 나주시 왕곡면 송죽리 130번지에 있는, 임진왜란 때 의병활동을 했던 壺隱 洪民彦(1537~1626)의 講學處이다. 2011년 7월 26일 나주시의 향토문화유산 제21호로 지정되었다.

## 지정 사유
귀래당은 임진왜란 때 의병활동을 했던 壺隱 洪民彦(1537~1626)의 講學處이다. 홍민언은 임진왜란이 일어나자 從弟 洪民聖과 의병 5백 명을 모집하여 조헌의 진지로 출병하였다. 그러나 錦山에 도착하기 전 조헌이 순절하자 崔時望과 함께 雲峰으로 진격하였다. 특히 南平 지석강 전투에 참전하여 현감과 함께 왜적 3백여 명을 베고, 포로 152명을 탈환하는 전공을 세웠다. 정유재란 때도 兵糧을 모집했으나 왜적이 물러감으로 義穀을 관에 바쳤다. 전란이 끝난 후 通訓大夫司僕寺主簿에 올랐으나, 계축옥사(1613)의 화를 입어 寧越에서 3년간 귀양살이를 했다. ‘귀래당’이라는 당호는 해배되어 고향으로 돌아온 후에 지은 것이다. 인조반정 후에 벼슬이 내렸으나 나아가지 않았다.
임진왜란기에 전국 각지에서 수많은 의병이 일어났는데 그동안 의병에 대한 평가는 순절한 인물에 집중되어 살아남은 유공자들의 행적은 상대적으로 묻혔다. 따라서 홍민언의 사적은 지방의 역사로서 발굴될 필요가 있으며, 홍민언과 관련하여 현재 확인할 수 있는 관련 유적이나 유물은 그가 쓴「歸來堂記」현판과 귀래당 터에 중건된 지금의 건물뿐이라는 점에서 보전할 가치가 있다.